# تيمو بايتر
تيمو بايتر (بالألمانية: Timo Pitter)‏ (1 سبتمبر 1992 بشفاينفورت في ألمانيا - ) هو لاعب كرة قدم ألماني في مركز الوسط. لعب مع نادي دالاس و1. شفاينفورت 05 ‏.

## روابط خارجية
- تيمو بايتر على موقع الدوري الأمريكي (الإنجليزية)
- تيمو بايتر على موقع قاعدة بيانات كرة القدم.إي يو (الإنجليزية)
- تيمو بايتر على موقع عالم كرة القدم.نت (الإنجليزية)
- تيمو بايتر على موقع AS.com (الإسبانية)